# César Menotti & Fabiano (álbum)
César Menotti & Fabiano é o álbum de estreia da dupla sertaneja César Menotti & Fabiano, lançado em 2004 pela gravadora Caravelas. Produzido por Pinocchio e gravado nos estúdios Gravodisc. Pouco se sabe sobre esse CD, pois atualmente não se encontra em nenhuma loja virtual ou física, mas a lista de faixas pode ser conferida no site oficial da dupla.

## Lista de Faixas
| N.º            | Título                                       | Compositor(es)                            | Duração |  |
| 1.             | "Não tem Adeus quando se Ama"                | Danimar Carlos Randall Tivas              | 4:01    |  |
| 2.             | "Me Apaixonei (A Primeira Vez que Eu te Vi)" | Pinocchio                                 | 3:36    |  |
| 3.             | "A Felicidade Voa"                           | Pinocchio                                 | 3:37    |  |
| 4.             | "Fica Comigo"                                | Piska Eduardo Adriano                     | 3:38    |  |
| 5.             | "Frente a Frente"                            | Carlos Colla Chico Roque                  | 4:16    |  |
| 6.             | "Sempre seu Homem"                           | Cecílio Nena                              | 2:33    |  |
| 7.             | "O Amor Maior"                               | C. Colla Michael Sullivan Miguel Plopschi | 4:48    |  |
| 8.             | "Aqui Não"                                   | Pinocchio                                 | 3:11    |  |
| 9.             | "Paixão Mineira"                             | Geraldo Campos Pinocchio                  | 3:17    |  |
| 10.            | "Como Reconquistar seu Amor"                 | Teodoro José Victor Paulo Volk            | 2:49    |  |
| 11.            | "Se esta Moda Pega"                          | Jovelino Lopes                            | 2:48    |  |
| 12.            | "Onde tem Som de Viola"                      | César Menotti Fabiano                     | 3:02    |  |
| 13.            | "Rio Paranaíba"                              | G. Campos Pinocchio                       | 3:23    |  |
| 14.            | "Do que o Boiadeiro Gosta"                   | José Fortuna J. dos Santos                | 3:05    |  |
| Duração total: | Duração total:                               | Duração total:                            | 48:04   |  |